# Ezani
Ezani (em grego clássico: Αἰζανοί; romaniz.: Aizanoi; em latim: Aezani) foi uma cidade da Anatólia ocidental. Localizado no que é hoje Çavdarhisar, na província de Kütahya, Ezani está situada sobre o rio Pencalas, cerca de 1000 metros acima do nível do mar. A cidade foi um importante centro político e econômico no período romano; restos sobreviventes do período incluem um Templo de Zeus bem preservado, com um incomum complexo teatro-estádio combinado, e um macelo com uma cópia do Édito Máximo. A cidade declinou na Antiguidade Tardia. Mais tarde servindo como uma cidadela, em 2012 o sítio foi apresentado para inscrição na lista de Patrimônio Mundial da Humanidade da UNESCO.

## História
Assentamento na área é conhecido desde ca. 3 000 a.C.. O nome da cidade pode derivar de Azan, um dos três filhos de Arcas e da ninfa Erato, ancestrais lendários dos frígios. Durante o período helenístico, a cidade mudou de mãos entre o Reino de Pérgamo e o Reino da Bitínia, antes de ser transmitida à República Romana em 133 a.C.. Após tornar-se parte da província da Ásia, a cidade continuou a cunhar suas próprias moedas. Seus edifícios monumentais datam do começo do Império Romano ao século III. Neste período, Ezani adquiriu grande importância nas redes comerciais romanas, sendo ela produtora de cereais, vinho e lã.
Sítio dum bispado sob o Império Bizantino, após o século VII a cidade declinou. Mais tarde, durante o período seljúcida, o templo da colina foi convertido em uma cidadela (em turco: hisar) pelos Tártaros Çavdar, que mais tarde recebeu o nome de Çavdarhisar em sua homenagem. Ezani foi redescoberta por viajantes europeus em 1824. Trabalho de pesquisa nas décadas de 1830 e 1840 foram seguidas pela escavação sistemática conduzida pelo Instituto Arqueológico Alemão em 1926, retomada em 1970, e ainda em curso.

## Edifícios e estruturas

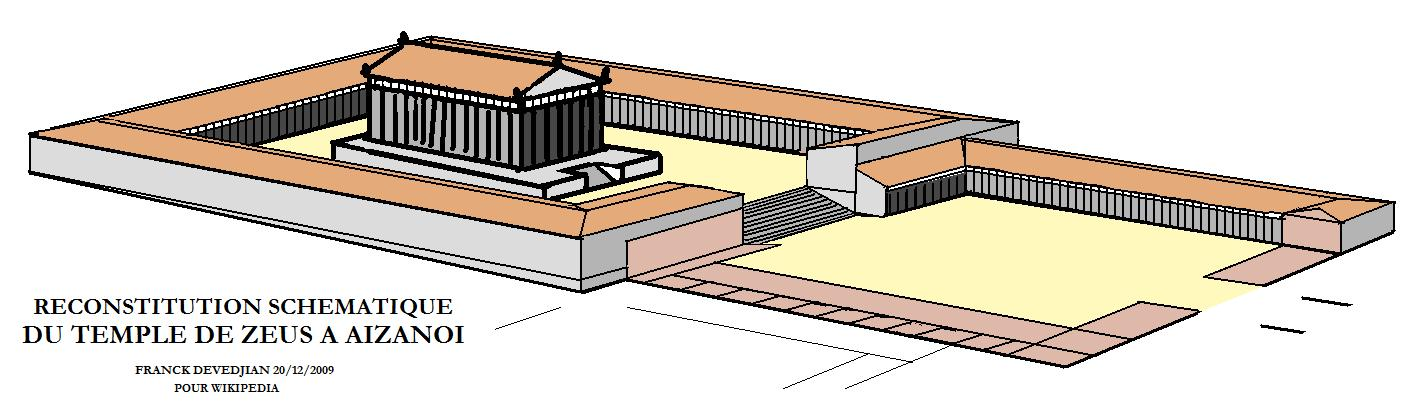
Reconstrução esquemático do templo de Zeus de Ezani

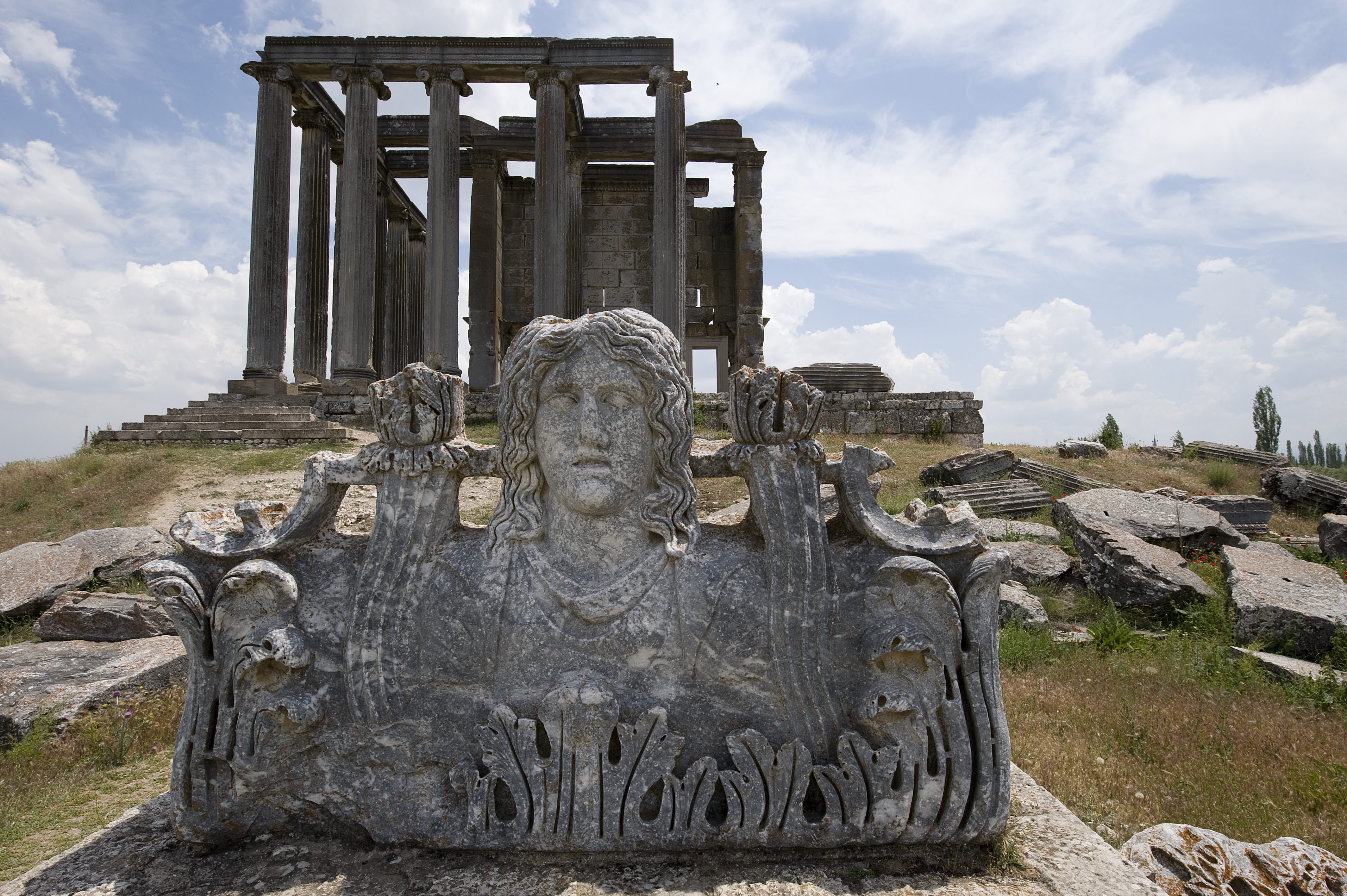
Acrotério com templo de Zeus ao fundo

### Templo de Zeus
O templo de Zeus, situado sobre a colina, foi o principal santuário da cidade. Achados cerâmicos indicam o povoamento do sítio desde a primeira metade do terceiro milênio a.C.. De acordo com uma leitura recente duma inscrição no arquitrave, a construção do templo começou sob Domiciano (r. 81–96). Inscrições retratam a assistência imperial de Adriano (r. 117–138) relacionada à cobrança de alugueis não pagos bem como o evergetismo de Marco Apuleio Eurícles. Mais tarde, os Tártaros Çavdar esculpiram cenas equestres e de batalha no templo. O templo é pseudodipterial, com oito colunas nas extremidades e 15 ao longo dos dois lados (35 m x 53 m). Foi danificado em um terremoto de 1970 e desde então tem sido restaurado.

### Teatro e estádio
O teatro-estádio de Ezani foram construídos adjacentes um ao outro e deste complexo combinado diz-se como único no mundo antigo. Separando os dois está o edifício do palco. A construção começou após 160 e foi completado por meados do século III. Inscrições novamente atestam o beneficiamento de M. Apuleio Eurícles.

### Termas
Dois conjuntos de termas foram identificados. O primeiro, entre o teatro-estádio e o templo, data da segunda metade do século II e inclui uma palestra e mobiliário de mármore. O segundo, no noroeste da cidade, foi construído um séculos depois; mosaicos no piso descrevem um sátiro e ménades. Reconstruído um par de séculos depois, serviu como sede bispal.

### Mercado
Um macelo circular datado da segunda metade do século II está situado no sul. No século IV foi inscrito com uma cópia do Édito Máximo, datado de 301, uma tentativa de limitar a inflação resultante da desvalorização da moeda.

### Rua colunada e estoa
Escavações recentes revelaram a existência de um estoa, ou passarela coberta, datada de ca. 400, e uma rua com colunas. Um templo de Ártemis, datado do tempo de Cláudio (r. 41–54), foi demolido para que se fizesse a rua colunada que estendeu-se por 450 metros e levou a um santuário de Meter Steunene.

### Santuário deMeter Steunene
Um profundo túnel dentro de uma caverna, agora colapsada, foi dedicado à Meter Steunene (uma deusa mãe anatólia). Figurinhas votivas feitas em argila foram encontradas nas escavações, junto com dois poços redondos aparentemente usados para sacrifícios animais.

### Necrópole
A grande necrópole da cidade inclui exemplos de lápides com portas de forma frígia. Inscrições dão o nome dos falecidos ou doadores; a decoração empregada inclui, para as tumbas masculinas, leões, bois e águias, e para as femininas, cestas de lã e um espelho.

## Museu de Kütahya
Alguns itens de Ezani, entre eles um sarcófago com a amazonomaquia, foram levados para o Museu Arqueológico de Kütahya.